# Elisaweta Bagrjana

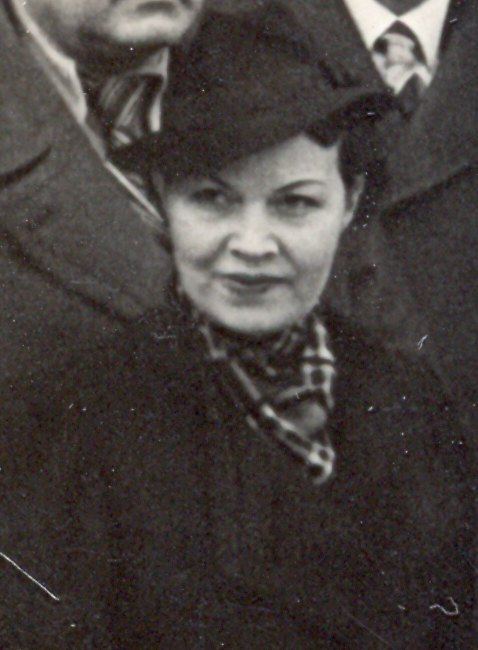
Elisaweta Bagrjana

Elisaweta Bagrjana (auch: Elisaveta; bulgarisch Елисавета Багряна; * 29. April 1893 in Sofia, Bulgarien, als Elisaweta Ljubomirowa Beltschewa, bulgarisch Елисавета Любомирова Белчева; † 24. März 1991 ebenda) war eine bulgarische Lyrikerin, die unter anderem Kinder- und musikalische Gedichte schrieb. Sie gilt als die erste bulgarische Dichterin, die in ihren Werken offen über ihre innigsten Gefühle als Frau sprach.

## Leben und Werk

### Die Zeit vor dem ersten Gedichtband
Elisaweta Bagriana wurde 1893 als Tochter eines Beamten in Sofia geboren. Ihre Kindheit verbrachte sie in Sliwen. Die Familie war mit dem Dichter Dobri Tschintulow bekannt und auch der Vater schrieb Verse, die man im Hause zu geeigneten Melodien sang.
Bis 1911 besuchte Bagrjana die Gymnasien in Tarnowo und Sofia. Direkt nach dem Abgang vom Gymnasium war sie ein Jahr lang Lehrerin im Dorf Awtane (heute Nedjalsko) im Bezirk Jambol. Hier kam sie mit den Bauern zusammen, wurde kundig mit ihren Sitten und Gebräuchen, Legenden und Liedern und wurde der vergleichbaren freudlosen Schicksale der Frauen auf dem Lande ansichtig. Sie nahm ein Studium der Slawischen Philologie an der Kliment-Ochridski-Universität Sofia auf. Sie schätzte unter anderem die Gedichte von Pejo Jaworow und war von dessen Selbstmord betroffen, hatte ihn jedoch nicht persönlich gekannt. Einer ihrer Cousins war mit dem Dichter Ljudmil Stojanow befreundet und über diesen bekam sie Zugang zu einem Dichterkreis, der alltäglich einen Boulevard entlang schlenderte und dabei Gedichte vortrug. Mit der Zeit lernte sie weitere Intellektuelle und Schriftsteller jener Zeit kennen und fand in einigen von ihnen Förderer ihres eigenen Talentes. So ließ Jordan Jowkow 1915 ohne ihr Wissen die beiden Gedichte von ihr, Abendlied und Warum, in der Zeitschrift Sawremenna missal („Zeitgenössisches Gedankengut“) drucken, und zwar unter dem Pseudonym E. Beltschewa. Dies gilt als ihr Debüt, doch nahm sie die beiden Gedichte nie in ihre späteren Bücher auf.
Es folgten sechs Jahre als Lehrerin in Kjustendil und Wraza. Noch immer veröffentlichte sie nichts, obwohl sie beständig schrieb. Erst 1921 sandte sie Gedichtproben an die Zeitschrift Westnik sa shenata. Diese wurden nicht nur angenommen, sondern obendrein die Autorin zur Mitarbeit eingeladen. Bagrjana machte nun die Schriftstellerei zu ihrem Beruf und arbeitete für verschiedene bulgarische Zeitungen und Zeitschriften, darunter Savremenik und Zlatorog.
In Dichterkreisen wurde sie da schon positiv wahrgenommen. Sie fertigte auch Übersetzungen von unter anderem Anna Achmatowa und Marina Zwetajewa an.

### Der erste GedichtbandDie Ewige und die Heilige
1927 erschien der erste Lyrikband Večnata i svjatata, dessen Titel im Deutschen zumeist mit Die Ewige und die Heilige wiedergegeben wird. Bagrjanas Stil ist ein durchaus eigener, auch wenn leichte Anleihen bei den von ihr übersetzten Achmatowa und Zwetajewa auszumachen sind. Im Metzler Autorinnen Lexikon heißt es: „Ihre Gedichte sind manchmal leicht episch, manchmal traditionell liedhaft, verarbeiten alte bulgarische Mythen oder erinnern an mittelalterliche Pastorale.“ Die auffälligen liedhaften Strukturen werden immer wieder hervorgehoben.
Inhaltlich wendet sich Bagrjana gegen die spießerhafte Beschränktheit der Gesellschaft und für das Ausleben von Gefühlen (wie dem Liebesrausch) und Sehnsüchten (wie der Welterkundung). Sie wehrt sich gegen Alltäglichkeit, Eingrenzung und Eintönigkeit in der traditionellen Selbstaufopferungsrolle der Frau in der Familie. Sie ergriff das Wort für das Bestreben der jüngeren Generation von Frauen nach Gleichheit, freier Meinungsäußerung, vollwertigem Leben und einem würdigen Platz in der Gesellschaft.
Der Band versprüht laut der Essaysammlung Zeitgenössische bulgarische Dichter eine Stimmung wie ein „Toben von Leidenschaften, ein Wirbel von Stimmungen und Hoffnungen, die Beichte eines sich hingebenden Herzens“. Die beiden Figuren des Buchtitels (denen jeweils ein eigenes Gedicht gewidmet ist) „Die Ewige“ und „Die Heilige“ sind „Symbolbilder für die Frau und Mutter, die liebt oder leidet“. Diese leidenschaftliche und dem Patriarchat nicht länger hörige Kampfansage gegen alles Asketische, Lebensfremde und Erstarrte – im Leben selbst wie in der Literatur – war neu in der bulgarischen Literatur. Die Ewige und die Heilige festigte Elisaweta Bagrjanas Ansehen als bedeutende Poetin und fand gleichermaßen – wenn nicht gar mehr – Resonanz in der Bevölkerung.

### Die folgenden GedichtbändeStern des MatrosenundMenschliches Herz
Nach der Scheidung der ersten Ehe 1926 und dem plötzlichen Tod des Freundes Bojan Penew 1927 wirkte sie der psychischen Erschütterung mittels Flucht ins Ausland entgegen, und zwar nach Paris und Venedig. Erfahrungen schlugen sich in den nächsten beiden Gedichtbänden, Zvezda na morjaka (im Deutschen zumeist als Stern des Matrosen wiedergegeben, 1932) und Sărce čoveško (im Deutschen zumeist als Das menschliche Herz wiedergegeben, 1936) nieder, wobei in letzterem auch Zweifel, Tragik, Enttäuschung und Pessimismus Einzug hielten. Hier brach sie mit formalen Normen wie Rhythmik und Metrum. Die Ergebnisse lassen sie als Vorläuferin des Wandels in der bulgarischen Gegenwartslyrik erscheinen. Beide Bücher belegten aufs Neue ihre Seelenverwandtschaft mit Anna Achmatova.

### Die NachkriegsbändeFünf SterneundVon Ufer zu Ufer
Sie verbrachte die Kriegsjahre in Sofia. Nach dem Krieg war sie von der bevorstehenden tiefgreifenden Gesellschaftsänderung in Richtung Sozialismus überzeugt und drückte dies in ihrem Gedichtband Pet Zvezdi (Fünf Sterne) von 1953 aus.
Ein Jahr zuvor hatte sie schon ein gemeinsam mit Maria Popowa verfassten Kinderbuch mit dem Titel Čuden san (Чуден сан; Ein wunderbarer Traum) veröffentlicht. Weitere Arbeiten für Kinder folgten später. Noch davor war ihr die ehrenvolle Aufgabe zuteilgeworden, zusammen mit Nikola Furnadshiew und Mladen Issajew den Text für die (von 1950 bis 1964 gültige) Nationalhymne Bulgariens zu schreiben.
In Ot brjag do brjag (Von Ufer zu Ufer) aus dem Jahr 1963 fand sie wieder zu ihrem alten Stil zurück, ohne in den früheren jugendlichen Übermut zu verfallen. An dessen Stelle trat Altersweisheit. Im Gedicht Kladenecăt (Der Brunnen) symbolisiert der Brunnen sie selbst und all ihr Erlebtes, woraus sie nun Kraft schöpfen und Ruhe finden kann. Zudem erfuhr das Heimatmotiv eine Vertiefung. Uiski s led i sălzi (Уиски с лед и сълзи; Ein Whisky mit Eis und Tränen) handelt zum Beispiel von einem Mann, der materiellen Wohlstand in der Fremde mit dem Verlust der Heimat erkauft.

### Lebenswerk und späte Jahre
Elisaweta Bagrjanas Schaffen lässt sich summarisch als emotional geprägte Poesie beschreiben. Als anspruchsvolle Künstlerin veröffentlichte sie nicht unbedacht, sondern wählte streng aus, weshalb viel Zeit zwischen den Buchveröffentlichungen verging.
Sie starb 1991 im Alter von 97 Jahren in einem Altersheim für Literaturschaffende und Schauspieler.
Sie war Mitglied im bulgarischen Schriftstellerverband und Trägerin des Dimitroff-Preises. Ihre Gedichte wurden in mehr als 30 Sprachen übersetzt und den verschiedensten Ländern verlegt.

## Über Bagrjana
„Elissaweta Bagrjana brachte in die bulgarische Dichtung eine zärtliche, rebellierende, vorwärtsgerichtete Weiblichkeit und Offenheit ein. Das artete aber nicht in Sentimentalität und in qualvolle Pein aus. Sie erreichte in ihrer poetischen Welt Harmonie und innere Konzentration, die von einer großen Kunst zeugen.“

## Sonstiges
- Bagrjana war gut mit der Familie der späteren brasilianischen Präsidentin Dilma Rousseff befreundet.
- 1992 wurde der Asteroid (4400) Bagryana nach ihr benannt.[10] Gleiches gilt seit 2017 für den Bagryana Point, eine Landspitze von Greenwich Island in der Antarktis.

## Lyrikbände
- Večnata i svjatata (Вечната и святата; Die Ewige und [die] Heilige, selten auch: Das Ewige und Heilige), 1927
- Zvezda na Morjaka (Звезда на моряка; [Der] Stern des Matrosen, selten auch: Der Stern des Seemanns), 1932
- Sărce čoveško (Сърце човешко; Das menschliche Herz, auch: Menschliches Herz bzw.Herz, menschliches bzw. Menschenherz bzw. Eines Menschen Herz), 1936
- Pet Zvezdi (Пет звезди; Fünf Sterne), 1953
- Izbrani stichotvorenija (Ausgewählte Gedichte), 1955
- Izbrani proizvedenija (Ausgewählte Werke), 1957
- Ot brjag do brjag (От бряг до бряг; Von Ufer zu Ufer), 1963
- Izbrani stichotvorenija (Ausgewählte Gedichte), 1964
- Stichotvorenija (Gedichte), 1968
- Kontrapunkti (Контрапункти; Kontrapunkte), 1969
- Izbrana lirika v 2 toma (Ausgewählte Lyrik in 2 Bänden), 1973
- Svetlosenki (Светлосенки; Licht und Schatten, auch: Helldunkel bzw. Halbschatten), 1977

## Beiträge in deutschsprachigen Anthologien und Zeitschriften
- Blaue Feuer. Moderne bulgarische Lyrik. Herausgegeben und eingeleitet von Paul Wiens. Verlag Volk und Welt, Berlin 1966, S. 14–18.
- Sinn und Form. Beiträge zur Literatur. Herausgegeben von der Deutschen Akademie der Künste zu Berlin, Deutsche Demokratische Republik. Rütten & Loening, Berlin, 24. Jahr, 1972, 3. Heft, Gedichte, S. 575.
- Bulgarische Lyrik des zwanzigsten Jahrhunderts. Die Auswahl besorgte der Bulgarische Schriftstellerverband in Zusammenarbeit mit Wolfgang Köppe, Berlin. Aus dem Bulgarischen nachgedichtet von Hans Georg Albig, Uwe Berger, Barbara Beyer, Annemarie Bostroem, Günther Deicke, Adolf Endler, Uwe Grüning, Wolfgang Knape, Wolfgang Köppe, Martin Remané, Wolfgang Schoor. Verlag Volk und Welt, Berlin 1984, S. 70–74.
- Das Buch der Ränder. Bulgarien: Lyrik. Ausgewählt und herausgegeben von Nikolaj Kănčev. Aus dem Bulgarischen von Klaus Detlef Olof gemeinsam mit Valeria Jäger. Wieser Verlag, Klagenfurt 1997, ISBN 3-85129-190-5, S. 101–107.
- Perlen bulgarischer Poesie. Zweisprachige bulgarisch-deutsche Anthologie. Auswahl und deutsche Übersetzung Georgi Bonev. G. A. Bonev, Wien 1998, ISBN 3-901620-01-X, S. 118–121.

## Übersetzungen
- Izbrani prevodi (Избрани преводи; Ausgewählte Übersetzungen), 1979

## Kinderbücher
- mit Maria Popowa: Čuden san (Чуден сън; Ein wunderbarer Traum), 1952
- Drugarče v patja (другарче в пътя; Ein kleiner Freund auf dem Wege), 1975

## Auszeichnungen
- 1969: Goldmedaille beim Treffen der International Association of Poets in Rom
- 19??: Dimitroff-Preis[9]
- 1983: Held der Volksrepublik Bulgarien